# 226a Brigada Mixta (Exèrcit Popular de la República)
La 226a Brigada Mixta va ser una unitat de l'Exèrcit Popular de la República que va combatre en la Guerra civil espanyola.

## Historial
La brigada va començar a organitzar-se a Catalunya durant l'estiu de 1937, però no seria fins a la primavera de 1938 quan pogué incorporar-se a l'Exèrcit republicà. El 22 d'abril de 1938 va quedar adscrita a la 42a Divisió de l'Agrupació Autònoma de l'Ebre. Part de les seves forces estaven constituïdes per l'antic Batalló Bautista Garcet, que havia destacat en els combats del Front de Còrdova al començament de la contesa. La unitat va quedar sota el comandament del Major de milícies Antonio Ortiz Roldán.
Al començament de la batalla de l'Ebre, el 25 de juliol de 1938 tres batallons de la brigada van travessar el riu al nord de Faió, sent una de les primeres unitats a travessar el riu. Durant el primer dia de l'ofensiva va tenir una destacada actuació, aconseguint conquistar sense baixes l'elevació d'"Els Auts" i capturar una bateria d'artilleria al complet. No obstant això, no va poder conquistar les poblacions de Faió i Mequinensa, ni tampoc va poder continuar el seu avanç en xocar amb una reforçada resistència de les forces franquistes, pel que va quedar atrapada en la denominada "Bossa de Faió-Mequinensa". Durant els següents dies va aguantar en aquesta reduïda posició sota constants bombardejos, fins que el contraatac franquista del 6 d'agost la va obligar a retirar-se a la riba de l'Ebre, després de sofrir un elevat nombre de baixes. Després de reposar les seves forces, el 20 de setembre va tornar al front de l'Ebre en suport de la 45a Divisió Internacional, situant-se a la Serra de Cavalls. El 4 de novembre va perdre la població de Miravet i el dia 12 també va perdre Ascó, després de la qual cosa es va retirar a l'altra riba de l'Ebre.
Després de l'Ebre, el comandament de la unitat va passar al major de milícies José de la Fuente Álvarez. Amb el començament de l'ofensiva franquista de Catalunya, la brigada es va retirar cap a la frontera francesa. Va arribar a oferir resistència a Vilafranca del Penedès, però va continuar la seva retirada cap al nord. El dia 7 febrer es trobava als marges del riu Fluvià, i el 9 de febrer va travessar la frontera pel pas de Portbou.

## Comandaments
Comandants
- major de milícies Antonio Ortiz Roldán;
- major de milícies José de la Fuente Álvarez;

Comissaris
- José Carmona Requena, del PCE;